# Liste der Kunstwerke im öffentlichen Raum in Linz-Dornach-Auhof
Diese Liste der Kunstwerke im öffentlichen Raum in Linz-Dornach-Auhof enthält die vom Archiv der Stadt Linz gelisteten Kunstwerke im öffentlichen Raum im Stadtteil Dornach-Auhof.
Denkmäler, profane Skulpturen und Plastiken, sakrale Kleindenkmäler, Brunnen, Gedenktafeln oder Kunst am Bau wurden in die Listen aufgenommen, sofern sie dauerhaft installiert und vom Archiv der Stadt Linz als Kunst im öffentlichen Raum (Public Art) verzeichnet und mit einer eindeutigen Identifikationsnummer (ID) ausgestattet sind.

## Kunstwerke
| Foto |                 | Name                                                   | Typ          | Standort                        | Künstler              | Datierung | Beschreibung | Metadaten                                   |
| ---- | --------------- | ------------------------------------------------------ | ------------ | ------------------------------- | --------------------- | --------- | --- | ------------------------------------------- |
| ja   | Datei hochladen | Universitätspark: Granatamphibolit ohne Titel ID: 1924 | Kleindenkmal | Altenbergerstraße Standort      | Alfred J. Hager       |           | |                                             |
| ja   | Datei hochladen | Universitätspark: Lichttor / Kepler-Tor ID: 1433       | Kleindenkmal | Altenbergerstraße Standort      | Hiromi Akiyama        | 1970      | |                                             |
| ja   | Datei hochladen | Universitätspark: Marmorskulptur ohne Titel ID: 1923   | Kleindenkmal | Altenbergerstraße               | Alfred J. Hager       |           | |                                             |
| ja   | Datei hochladen | Universitätspark: Granitskulptur „Wächter“ ID: 1569    | Kleindenkmal | Altenbergerstraße Standort      | Alfred J. Hager       |           | |                                             |
| ja   | Datei hochladen | Universitätspark: Metallobjekt „Gigant“ ID: 1568       | Kleindenkmal | Altenbergerstraße Standort      | Makoto Miura          | 1991      | |                                             |
| ja   | Datei hochladen | Universitätspark: Metallobjekt „Turm“ ID: 1922         | Kleindenkmal | Altenbergerstraße Standort      | Josef Baier           | 1992      | |                                             |
| ja   | Datei hochladen | Universitätspark: Spirit of Linz ID: 1434              | Kleindenkmal | Altenbergerstraße Standort      | Helmuth Gsöllpointner | 1987      | |                                             |
| ja   | Datei hochladen | Universitätspark: Stein-Skulptur ID: 1566              | Kleindenkmal | Altenbergerstraße Standort      | Gabriele Berger       | 1993      | |                                             |
| ja   | Datei hochladen | Universitätspark: Steinskulptur ohne Titel ID: 1921    | Kleindenkmal | Altenbergerstraße Standort      | Alfred J. Hager       |           | |                                             |
| ja   | Datei hochladen | Universitätspark: Telefon ID: 1567                     | Kleindenkmal | Altenbergerstraße Standort      | Gottfried Höllwarth   | 1972      | |                                             |
| ja   | Datei hochladen | Brunnen Schloss Auhof ID: 1451                         | Brunnen      | Altenberger Straße Standort     |                       | 1628      | |                                             |
| ja   | Datei hochladen | Heinrich Gleißner ID: 2163                             | Kleindenkmal | Aubrunnerweg 2 Standort         | Franz Strahammer      | 1991      | |                                             |
|      | Datei hochladen | Marterl Freistädter Straße ID: 2016                    | Kleindenkmal | Freistädter Straße 401          |                       | 1850      | |                                             |
| ja   | Datei hochladen | Marterl Freistädter Straße ID: 1647                    | Kleindenkmal | Freistädter Straße 442 Standort |                       | 1870      | |                                             |
| BW   | Datei hochladen | Wegkreuz Johann Gerstmayr ID: 1646                     | Kleindenkmal | Gallneukirchner Straße Standort |                       | 1920      | |                                             |
| ja   | Datei hochladen | Ing. Julius Raab, Bundeskanzler ID: 1570               | Kleindenkmal | Julius-Raab-Straße 10 Standort  |                       | 1980      | Verzierte Granitsäule mit der Inschrift: Julius Raab Baumeister der Zweiten Republik auf der Vorderseite. Auf der Rückseite die Inschrift Ing. Leopold Helbich, Kammer der gewerbl. Wirtschaft für Oberösterreich Vereinigung österreichischer Industrieller, Landesgruppe Oberösterreich Amt der OÖ Landesregierung, Fa. Stadlbauer, Wels | Standort: vor dem Julius-Raab-Studentenheim |
| ja   | Datei hochladen | Ruhezone ID: 1881                                      | Kunst am Bau | Mengerstraße 23 Standort        | Gerhard Knogler       | 1969      | |                                             |